# Adolfo Schwelm Cruz
Adolfo Schwelm Cruz, argentinski dirkač Formule 1, * 28. junij 1923, Buenos Aires, Argentina, † 10. februar 2012, Buenos Aires.
Adolfo Schwelm Cruz je v svoji karieri nastopil le na domači dirki za Veliko nagrado Argentine v sezoni 1953, ko je z dirkalnikom Cooper T20 odstopil v dvajsetem krogu zaradi počene pnevmatike.

## Popolni rezultati Formule 1
(legenda) (odebeljene dirke pomenijo najboljši štartni položaj, poševne pa najhitrejši krog, †-uvrščen kljub odstopu)
| Leto | Moštvo             | Šasija     | Motor              | 1       | 2   | 3   | 4   | 5   | 6  | 7   | 8   | 9   | Prv | Toč |
| ---- | ------------------ | ---------- | ------------------ | ------- | --- | --- | --- | --- | -- | --- | --- | --- | --- | --- |
| 1953 | Cooper Car Company | Cooper T20 | Bristol Straight-6 | ARG Ret | 500 | NIZ | BEL | FRA | VB | NEM | ŠVI | ITA | -   | 0   |